# Din prea multă dragoste
Din prea multă dragoste este un film românesc din 1986 regizat de Lucian Mardare. Rolurile principale au fost interpretate de actorii Gheorghe Cozorici, Dan Săndulescu, Tamara Crețulescu.

## Distribuție
Distribuția filmului este alcătuită din:
- Florina Cercel — Ioana
- Ștefan Alexandrescu — Aron
- Costache Babii — Gheorghe
- Diana Lupescu — Petruța
- Nae Floca Acileni — Tractoristul
- Alexandru Lungu — Dumitru
- Dan Săndulescu — Candrea
- Gheorghe Cozorici — Moldovan
- Ion Fiscuteanu — Vătui
- Doru Ana
- Cornel Popescu — Bordeianu
- Ovidiu Moldovan — Miron
- Tamara Crețulescu — Cristina
- Wilhelmina Câta — Maria

## Primire
Filmul a fost vizionat de 1.407.055 de spectatori în cinematografele din România, după cum atestă o situație a numărului de spectatori înregistrat de filmele românești de la data premierei și până la data de 31 decembrie 2014 alcătuită de Centrul Național al Cinematografiei.